# Austbotnen
Der Austbotnen (norwegisch für Ostkessel) ist ein Kar im Nordosten der Peter-I.-Insel in der Antarktis. Er liegt zwischen dem Austryggen und dem Botnryggen auf der Ostseite des Lars-Christensen-Gipfels.
Norwegische Wissenschaftler nahmen seine Benennung vor. 